# Avocettina bowersii
Avocettina bowersii är en fiskart som först beskrevs av Garman, 1899.  Avocettina bowersii ingår i släktet Avocettina och familjen skärfläcksålar. Inga underarter finns listade.